# Trichocentrum marvraganii
Trichocentrum marvraganii är en orkidéart som först beskrevs av Emil Lückel, och fick sitt nu gällande namn av Mark W. Chase och Norris Hagan Williams. Trichocentrum marvraganii ingår i släktet Trichocentrum och familjen orkidéer.
Artens utbredningsområde är Bolivia. Inga underarter finns listade i Catalogue of Life.